# Derry (New Hampshire)
Derry è un comune degli Stati Uniti d'America facente parte della contea di Rockingham nello stato del New Hampshire.
Qua nacque l'astronauta Alan Shepard e venne girato il film di It.